# 96e brigade de missiles antiaériens
Pour les articles homonymes, voir 96e brigade.
La 96e brigade de missiles antiaériens (en ukrainien : 96-та зенітна ракетна бригада (Україна),  numéro d'unité militaire A2860) est une brigade de missiles antiaériens du Commandement aérien Centre.

## Historique
L'unité est à l'origine une formation soviétique : la 96e brigade de missiles antiaériens est créée en 1959 au sein de l'armée soviétique, à partir du 317e régiment d'artillerie antiaérienne qui avait lui-même été créé en 1939. En janvier 1992, la 96e brigade de missiles anti-aériens passe sous juridiction ukrainienne.
Le 4 décembre 1998 par décret présidentiel elle prend de nom de Kiev et reçoit la décoration Pour le Courage et la Bravoure le 12 juin 2022.

## Équipement
S-300PT et MIM-104 Patriot.